# Восток (гурт)
«Восток» («укр. Схід») — російський музичний поп-гурт. Отримав популярність завдяки таким хітам, як «Миражи», «До встречи», «Танец жёлтых листьев», «Снежная королева».

## Історія

### Гурти «Maxi» і «New Maxi»
В кінці 1989 - початку 1990 років два випускника педагогічного інституту Геннадій Філіппов (свого часу писав пісні для Олексія Глизіна) і Андрій Русаковський вирішили створити музичний колектив . Проект отримав назву «Maxi». Після поїздки до Швеції, для запису пробного синглу з лейблом «Рикошет», гурт змінив назву на «New Maxi». Але прем'єри синглу не відбулася. У 1992 році гастролювали Лондоном . Потім їх помітила американська компанія GS Music, і в 1993 році запросили їх в Нашвілл для запису альбому .

### «East Meets West»
Після запису альбому проект змінив назву на «East Meets West». Для запису альбому «Feel The World» була запрошена Наталія Сигаєва (колишня бек-вокалістка Олексія Глизіна). Після закінчення контракту, гурт повертається в Росію . У складі гурту з'являється ще одна вокалістка Лариса Філіппова (Юдчіц) (екс-солістка гурту «Девчата») . За словами Геннадія, натхненням послужили шведські гурти ABBA і Ace of Base. Гурт починає співпрацю з продюсером Олександром Толмацький  .

### «Восток»
Підписавши контракт з Толмацьким в 1996 році, гурт змінює свою назву на «Восток» . Перший відеокліп був знятий на пісню «Миражи». За даними хіт-параду ІТАР-ТАСС, пісня «Миражи» зайняла 36 сходинку в Москві , і другу в місті Тамбов , і першу в Казані (за підсумками 1996 року) .
Дебютний альбом «Всё небо» був випущений компанією PolyGram, автором усіх пісень виступив Геннадій Філіппов. За даними PolyGram, альбом за два тижні потрапив в десятку найбільш продаваних російських альбомів компанії . Презентація альбому відбулася 4 вересня 1996 року в клубі «Станіславський» , також відбулася прем'єра відеокліпу «Всё небо», режисер Сергій Баженов . У листопаді гурт закінчив роботу над другим альбомом «До встречи», записаного на студії «Мікс-Медіа», автором пісень знову став Геннадій Філіппов . Також в листопаді учасники знялися для новорічного номера журналу Playboy .
У тому ж році гурт взяв участь в фестивалях «Бабине літо-96»  і «Фантазія-96» . В кінці року за пісню «Миражи» гурт отрималв «Золотий Грамофон» .
7 березня 1997 року гурт презентувала альбом «До встречи» , випущений студією «Союз» за підтримки «Радіо Росії», «7 Днів» і газети «Живий звук» . Також був випущений відеокліп однойменний відеокліп, режисер - Роман Пригунов . У травні відбулися зйомки відеокліпів на пісні «Огонь любви» і «Ибица», режисером виступив Євген Сердюковський  . Влітку композиція «До встречи» зайняла першу сходинку в хіт-параді ІТАР ТАСС в місті Тамбов . 21 листопада відбулася прем'єра відеокліпу на композицію «Танец жёлтых листьев», режисером якої став Данило Мішин  . 14 грудня взяли участь у фестивалі «Фантазія-97» .

### Новий «Восток»
2 березня 1998 року відбулася прес-конференція гурту, в якій повідомили про завершення туру «До встречи в Ла Манге» містами Росії . Несподівано для артистів, Олександр Толмацький під час конференції заявив про майбутню зміну складу через конфлікт  . 29 квітня в клубі Fellini відбулася презентація нового складу гурту під колишньою назвою  , а колишні учасники продовжили виступати під назвами «Запад»   і «Экс-Восток».
Новими учасниками колективу стали: Лариса Іванова і Людмила Кім (екс-дует «Л»), Володимир Саповський і Андрій Меркулов  .
На початку серпня відбулися зйомки дебютного відеокліпу оновленої групи на пісню «Донна осень», режисером виступив Олег Фомін. Прем'єра відеокліпу відбулася 12 серпня . 17 вересня відбулася прем'єра альбому «Донна осінь», при цьому 10 композицій з 12 записані «старим» складом, інші дві - зведення голосів колишніх і нинішніх учасників  . Нові композиції гурту стали писати Меркулов та Саповський .
Влітку 1999 року відбулася прем'єра альбому «Не ерунда»  .

### «Запад» або «Восток-1»
Після відходу від продюсера колектив змінив назву на «Запад» і поїхав закордон . В кінці 1998 року гурт повернувся з новим репертуаром і альбомом  . За словами учасників гурту, спонсорством колективу займався Філіп Кіркоров  . У ЗМІ часто гурт називали «Восток-1». Влітку 1999 року стало відомо про розпад колективу . Наталя Сигаєва почала сольну кар'єру під псевдонімом Natasha . Лариса і Геннадій Філіппови утворили колектив «Лорис» .

### «Экс-Восток»
У 2004 році колектив «Лорис» повертається з альбомом «Позвони», а також однойменним відеокліпом, але вже під новою назвою «Экс-Восток»   .

### 2009-2010: Возз'єднання гурту «Восток»
28 травня 2009 року гурт «Восток» возз'єдналася для виступу на вечірці п'ятиріччя радіо « Ретро FM »  . Гурт виступив в оновленому складі, на місце Андрія Русаковського прийшов Дмитро Волков (чоловік Наталії Сигаєвої), який раніше працював звукорежисером колективу . 4 листопада і 19 грудня гурт виступив на фестивалі « Легенди Ретро FM », і гастролював з іншими учасниками фестивалю      . 9 липня 2010 роки виступили на «Футбольній вечірці Ретро FM» .

### Новий «Восток» (з 2019)
З 2019 року Геннадій Філіппов з новою солісткою Наталією Родіною виступають як гурт «Восток» , а колишні солістки - Лариса Філіппова-Юдчіц і Наталя Сигаєва - виступають як дует під назвою «VostokBand».

## Склад
- Геннадій Філіппов (1996 - 1998, 2004 2009 - 2010 2019) - бек-вокал, клавішні, аранжування
- Наталя Родіна (2019) - вокал

Колишні учасники:
- Лариса Юдчіц (1996 - 1998, 2004 2009 - 2010) - вокал
- Наталя Сигаєва (1996 - 1998, 2009 - 2010) - вокал
- Дмитро Волков (2009 - 2010) - клавішні
- Андрій Русаковський (1996 - 1998) - клавішні
- Лариса Іванова (1998 -1999)
- Людмила Кім (1998 -1999)
- Володимир Саповський (1998 -1999)
- Андрій Меркулов (1998 -1999)

## Дискографія
(під назвою «East meets West»)
- 1994 — «Feel The World»[55]

| Трек-лист | Трек-лист             | Трек-лист  |
| #         | Назва                 | Тривалість |
| --------- | --------------------- | ---------- |
| 1.        | «Melody Of The Rain»  |            |
| 2.        | «Just Wanna Love You» |            |
| 3.        | «Peace In The World»  |            |
| 4.        | «What’s More To Say»  |            |
| 5.        | «Feel The World»      |            |
| 6.        | «Fantastic Simbol»    |            |
| 7.        | «Kiss Me»             |            |
| 8.        | «Pouring Rain»        |            |
| 9.        | «I’m Still Crying»    |            |
| 10.       | «Give Me Your Heart»  |            |

(під назвою «Восток»)
- 1996 — «Всё небо»[56]

| Трек-лист | Трек-лист           | Трек-лист  |
| #         | Назва               | Тривалість |
| --------- | ------------------- | ---------- |
| 1.        | «Миражи»            |            |
| 2.        | «Всё небо»          |            |
| 3.        | «Только дождь»      |            |
| 4.        | «Огонёк в ночи»     |            |
| 5.        | «Шёпот губ»         |            |
| 6.        | «В такт с собой»    |            |
| 7.        | «Тихий стон»        |            |
| 8.        | «Если там печаль»   |            |
| 9.        | «Когда-нибудь»      |            |
| 10.       | «Звезда»            |            |
| 11.       | «Не обещай»         |            |
| 12.       | «All I want is you» |            |
| 13.       | «Never know»        |            |
| 14.       | «Всё небо (remix)»  |            |

- 1997 — «До встречи»[57]

| Трек-лист | Трек-лист                     | Трек-лист  |
| #         | Назва                         | Тривалість |
| --------- | ----------------------------- | ---------- |
| 1.        | «До встречи»                  |            |
| 2.        | «Снежная королева»            |            |
| 3.        | «Огонь любви»                 |            |
| 4.        | «Цыганская»                   |            |
| 5.        | «Столкновение»                |            |
| 6.        | «Телефон»                     |            |
| 7.        | «Ты (Мой далекий друг)»       |            |
| 8.        | «Зажги во мне огонь»          |            |
| 9.        | «I want you»                  |            |
| 10.       | «Baby u my world»             |            |
| 11.       | «Миражи (remix)»              |            |
| 12.       | «До встречи (remix аккапело)» |            |

- 1998 — «Best Микс»[58]

| Трек-лист | Трек-лист             | Трек-лист  |
| #         | Назва                 | Тривалість |
| --------- | --------------------- | ---------- |
| 1.        | «Только дождь»        |            |
| 2.        | «До встречи»          |            |
| 3.        | «Всё небо»            |            |
| 4.        | «Цыганская»           |            |
| 5.        | «Столкновение»        |            |
| 6.        | «Телефон»             |            |
| 7.        | «Ты мой далекий друг» |            |
| 8.        | «Огонь любви»         |            |
| 9.        | «Миражи»              |            |
| 10.       | «Ибица»               |            |

(під назвою «Восток» — новий склад гурту)

- 1998 — «Донна осень»[59]

| Трек-лист | Трек-лист                 | Трек-лист  |
| #         | Назва                     | Тривалість |
| --------- | ------------------------- | ---------- |
| 1.        | «Донна осень»             |            |
| 2.        | «Просто так»              |            |
| 3.        | «Танец жёлтых листьев»    |            |
| 4.        | «Сказка»                  |            |
| 5.        | «Ибица»                   |            |
| 6.        | «Я не могу жить без тебя» |            |
| 7.        | «Скучаю»                  |            |
| 8.        | «Конкретно ты»            |            |
| 9.        | «Ты возьми меня с собой»  |            |
| 10.       | «Message Of Love»         |            |
| 11.       | «Jeany»                   |            |
| 12.       | «I Miss Your Smile»       |            |
| 13.       | «Так было всегда»         |            |

- 1999 — «Не ерунда»[60]

| Трек-лист | Трек-лист              | Трек-лист  |
| #         | Назва                  | Тривалість |
| --------- | ---------------------- | ---------- |
| 1.        | «Ерунда»               |            |
| 2.        | «Это ты»               |            |
| 3.        | «Не убегай»            |            |
| 4.        | «Иероглифы любви»      |            |
| 5.        | «Если рядом будешь ты» |            |
| 6.        | «Люби-люби»            |            |
| 7.        | «Твои глаза»           |            |
| 8.        | «Уходя-уходи»          |            |
| 9.        | «Сон-река»             |            |
| 10.       | «Без тебя»             |            |
| 11.       | «Я с тобой»            |            |

(під назвою «Запад» («Восток-1»))
- 1999 — «Холод в моей душе…»[61]

| Трек-лист | Трек-лист                     | Трек-лист  |
| #         | Назва                         | Тривалість |
| --------- | ----------------------------- | ---------- |
| 1.        | «Не остановить»               |            |
| 2.        | «Холод в моей душе»           |            |
| 3.        | «Может быть стать нам ближе?» |            |
| 4.        | «Пустой вокзал»               |            |
| 5.        | «Синее небо»                  |            |
| 6.        | «Не грусти»                   |            |
| 7.        | «Случайно ли…?»               |            |
| 8.        | «Мне нужен ты»                |            |
| 9.        | «Зачем?»                      |            |
| 10.       | «Не думай ни о чём!»          |            |

(під назвою «Экс-Восток»)
- 2004 — «Позвони»[62]

| Трек-лист | Трек-лист                                   | Трек-лист  |
| #         | Назва                                       | Тривалість |
| --------- | ------------------------------------------- | ---------- |
| 1.        | «Позвони»                                   |            |
| 2.        | «Миражи (remix, feat. Джем и Пьер Нарцисс)» |            |
| 3.        | «Синьорина»                                 |            |
| 4.        | «Наш волшебный мир»                         |            |
| 5.        | «Фонарик»                                   |            |
| 6.        | «Обещаю»                                    |            |
| 7.        | «Позвони (remix)»                           |            |
| 8.        | «Жди меня»                                  |            |
| 9.        | «Странник»                                  |            |
| 10.       | «Не грусти (remix)»                         |            |
| 11.       | «Лодочка»                                   |            |
| 12.       | «Позвони (Be With You)»                     |            |
| 13.       | «Синьорина (feat. Bacio (итал.))»           |            |
| 14.       | «Give Me Your Love (remix)»                 |            |

- 2005 — «Миражи» (совместно с DJ Skydreamer)[63]

| Трек-лист | Трек-лист               | Трек-лист  |
| #         | Назва                   | Тривалість |
| --------- | ----------------------- | ---------- |
| 1.        | «Интро»                 |            |
| 2.        | «Фонарик»               |            |
| 3.        | «Миражи»                |            |
| 4.        | «Синьорина»             |            |
| 5.        | «Позвони»               |            |
| 6.        | «Только моя любовь»     |            |
| 7.        | «Give Me Your Love р.1» |            |
| 8.        | «Обещаю»                |            |
| 9.        | «Give Me Your Love р.2» |            |
| 10.       | «Be My Kind»            |            |
| 11.       | «Love Is Spring»        |            |
| 12.       | «I Feel So Fine»        |            |

- 2006 — «Grand Collection»[64]

| Трек-лист | Трек-лист              | Трек-лист  |
| #         | Назва                  | Тривалість |
| --------- | ---------------------- | ---------- |
| 1.        | «Миражи»               |            |
| 2.        | «Всё небо»             |            |
| 3.        | «Только дождь»         |            |
| 4.        | «Шёпот губ»            |            |
| 5.        | «Когда-нибудь»         |            |
| 6.        | «Звезда»               |            |
| 7.        | «Never Knew»           |            |
| 8.        | «До встречи»           |            |
| 9.        | «Снежная королева»     |            |
| 10.       | «Огонь любви»          |            |
| 11.       | «Я с тобой»            |            |
| 12.       | «Цыганская»            |            |
| 13.       | «Телефон»              |            |
| 14.       | «Зажги во мне огонь»   |            |
| 15.       | «Baby u my world»      |            |
| 16.       | «Сказка»               |            |
| 17.       | «Ибица»                |            |
| 18.       | «Не остановить»        |            |
| 19.       | «Пустой вокзал»        |            |
| 20.       | «Синее небо»           |            |
| 21.       | «Танец жёлтых листьев» |            |
| 22.       | «Позвони»              |            |
| 23.       | «Лодочка»              |            |